# Sintetismo
El sintetismo, sintesismo, anarquismo de síntesis o federaciones de síntesis es una forma de organización anarquista que intenta juntar a anarquistas de diferentes tendencias bajo los principios de anarquismo sin adjetivos. En la década de los 1920 esta forma de organización tuvo a sus más importantes proponentes a los anarcocomunistas Volin y Sébastien Faure. Es el principal principio detrás de las federaciones anarquistas agrupadas en la contemporánea Internacional de Federaciones Anarquistas.

## Historia

### Ucrania y Rusia
Volin fue un escritor prolífico e intelectual anarquista que tuvo un rol importante en la organización y liderazgo en la Nabat. La Confederación de Organizaciones Anarquistas, o conocida simplemente como Nabat (Набат), fue una organización anarquista que se estableció en Ucrania durante el periodo de 1918 a 1920. El área en donde tuvo mayor influencia es a menudo conocido como el Territorio Libre, aunque Nabat tuvo ramificaciones en las más grandes ciudades del sur de Ucrania.
Volin fue asignado para escribir una plataforma para Nabat que podría ser de acuerdo para todas las más importantes secciones del anarquismo, pero en forma más importante para el anarcosindicalismo, el anarcocolectivismo, el anarcocomunismo, y el anarcoindividualismo. La plataforma única de Nabat no fue verdaderamente decidida, pero Volin usó lo que había escrito para Nabat para crear su «síntesis anarquista». La plataforma propuesta para Nabat incluía la siguiente afirmación que anticipaba al anarquismo de síntesis: «Estos tres elementos (el sindicalismo, el comunismo, y el individualismo) son tres aspectos de un único y mismo proceso la construcción, por el método de la organización de clase de los trabajadores (el sindicalismo), de la sociedad anarcocomunista que no es más que la base material necesaria a la plenitud completa del individuo libre».
La discusión sobre la síntesis anarquista aparece en el contexto de la discusión de la Plataforma Organizacional de los Comunistas Libertarios, escrita por el grupo Dielo Trudá de exiliados rusos en 1926. La plataforma del grupo Dielo Trudá atrajo fuertes críticas por parte de algunos de los más prominentes anarquistas de ese tiempo que incluyeron a Volin, Errico Malatesta, Luigi Fabbri, Camillo Berneri, Max Nettlau, Alexander Berkman, Emma Goldman y Gregori Maximoff. Volin junto a otros anarquistas rusos exiliados como Molly Steimer, Fleshin escribieron una respuesta a la plataforma del grupo Dielo Trudá en la cual sostenían que el «mantener que el anarquismo es solo una teoría de clases es limitarla a un único punto de vista. El anarquismo es más complejo y pluralista, como la vida misma. Su elemento de clase es sobre todo un medio de lucha para la liberación; su carácter humanitario es su aspecto ético, el fundamento de la sociedad; su individualismo es el objetivo de la humanidad».

### La respuesta sintetista internacional a la plataforma del grupoDielo Trudá
Los textos hechos como respuestas a la plataforma del grupo Dielo Trudá, cada uno proponiendo un diferente modelo organizacional, se convirtieron en la base de lo que se conoció como la organización de síntesis, o simplemente el «sintesismo». Volin publicó en 1924 un ensayo llamando a La síntesis anarquista y fue también el autor del artículo incluido en la Enciclopedia anarquista de Sebastien Faure sobre el mismo tópico. El principal propósito detrás de la síntesis fue el enfrentar el hecho de que el movimiento anarquista en la mayoría de los países estaba dividido principalmente en tres tendencias: anarcocomunismo, anarcosindicalismo y anarcoindividualismo y en tanto la organización propuesta por el sintetismo podría contener muy bien dentro de si a estra tres tendencias.

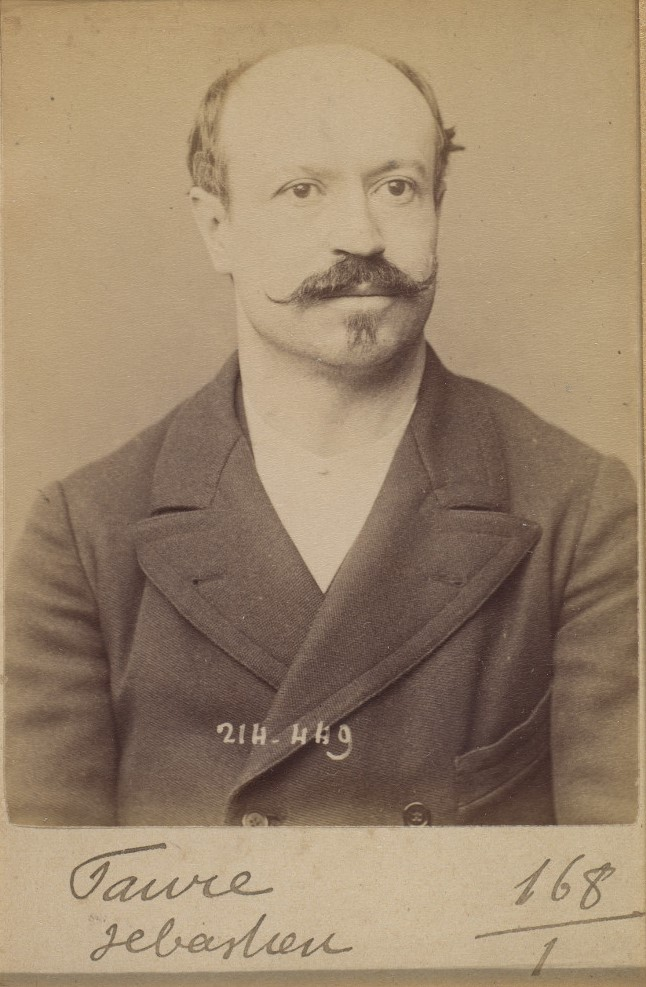
Sébastien Faure.

Los plataformistas querían empujar sus ideas adelante a través de la organización de un Congreso Anarquista Internacional el 12 de febrero de 1927. Poco después en el Congreso Nacional de la Unión Anarquista Francesa (UAF), el grupo Dielo Trudá logró que su plataforma se vuelva más popular a así lograron que la UAF cambie su nombre a la Unión Revolucionaria Anarco-Comunista (URAC). Sebastien Faure lideró una facción dentro de la URAC que decidió separarse de esta organización a establecer fuera de esta la Asociación de Anarquistas Federalistas (AAF), pensando que las ideas anarquistas tradicionales estaban siendo amenazadas por la plataforma del grupo Dielo Truda. Poco después en su texto La síntesis anarquista Faure expone el punto de vista de que «estas corrientes no eran contradictorias sino más bien complementarias, cada una teniendo un rol dentro del anarquismo: el anarcosindicalismo como la fuerza de las organizaciones de masas y la mejor forma de practicar el anarquismo; el anarcocomunismo como la sociedad futura propuesta basada en la distribución de los frutos del trabajo de acuerdo a las necesidades de cada uno; el anarcoindividualismo como la negación de la opresión y la afirmación del derecho individual al desarrollo del individuo, en busca de satisfacerlo en todo aspecto».

### Italia y España

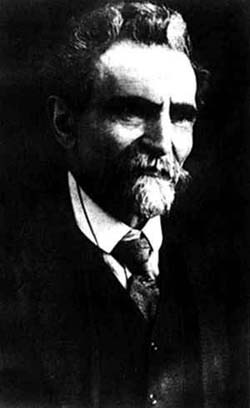
Errico Malatesta.

En Italia la federación de síntesis la Unione Anarchica Italiana emergió de la anterior Unione Comunista Anarchica Italiana en 1920. La Unione Anarchica Italiana emergió poco después de las revueltas populares conocidas como biennio rosso en la cual los anarquistas tuvieron un rol importante. y dicha organización duró hasta 1929 cuando fue prohibida por el Gobierno fascista de Benito Mussolini. El Programa Anarchico de la UAI fue escrita por Errico Malatesta.
La plataforma del grupo Dielo Trudá en España también encontró fuertes críticas. Miguel Jiménez, un miembro fundador de la Federación Anarquista Ibérica (FAI), resumió esto en esta forma: percibió que la plataforma del grupo Dielo Trudá poseía una excesiva influencia del marxismo, vio que esta erróneamente dividía y reducía a los anarquistas entre anarcoindividualistas y anarcocomunistas, y veía que quería unificar a los anarquistas según los deseos exclusivos de los anarcocomunistas. Jiménez vio que el anarquismo era más complejo que esto, que las tendencias anarquistas no son mutuamente excluyentes tal como lo veían los plataformistas y que tanto los puntos de vista anarcoindividualistas como anarcocomunistas podían acomodar al anarcosindicalismo. Sébastian Faure tuvo fuertes contactos en España y en esta forma su propuesta organizativa tuvo un impacto mayor que la plataforma del grupo Dielo Trudá pese a que la influencia anarcoindividualista en España era menor de la que existía en Francia. El objetivo principal en España era el reconciliar al anarcocomunismo con el anarcosindicalismo. «En esencia, Faure intentaba reunir a la familia anarquista sin imponer la rígida estructura que proponía la Plataforma, y en España se aceptó así».

### Federaciones sintetistas de posguerra
En 1945 la sintetista Federazione Anarchica Italiana (FAI italiana) fue establecida en la ciudad italiana de Carrara. En esta el anarcoindividualista Cesare Zaccaria jugó un importante rol en reconciliar a las facciones en conflicto. La FAI italiana adoptó un Pacto asociativo y un Programa anarquista escrito por Errico Malatesta. Durante su historia ha incluido anarcoindividualistas como el grupo que en 1965 decidió separarse de la organización para crear el Gruppi di Iniziativa Anarchica, así como los grupos que se separaron para formar una organización de línea plataformista.
La Federación Anarquista Francófona o Fédération Anarchiste (FA) fue fundada en París, Francia el 2 de diciembre de 1945. Estuvo compuesta por una mayoría de activistas de la FA anterior (la cual apoyó la síntesis de Volin) y algunos miembros de la anterior Union Anarchiste que apoyó a la CNT-FAI. Después de que una facción neoplataformista liderada por George Fontenis lograra cambiar el nombre de la organización a Federación Comunista Libertaria (FCL) junto con medidas organizativas tendientes a la centralización y a procedimientos internos de voto unánime. Una nueva FA fue restablecida en diciembre de 1953 por miembros expulsados y que salieron voluntariamente de la FCL, mientras la FCL desaparecería poco después. Los nuevos principios de base de la nueva FA fueron escritos por el anarcoindividualista Charles-Auguste Bontemps y el anarcocomunista Maurice Joyeux los cuales establecieron una organización con una pluralidad de tendencias y autonomía de grupos federados organizados alrededor de principios sintetistas.

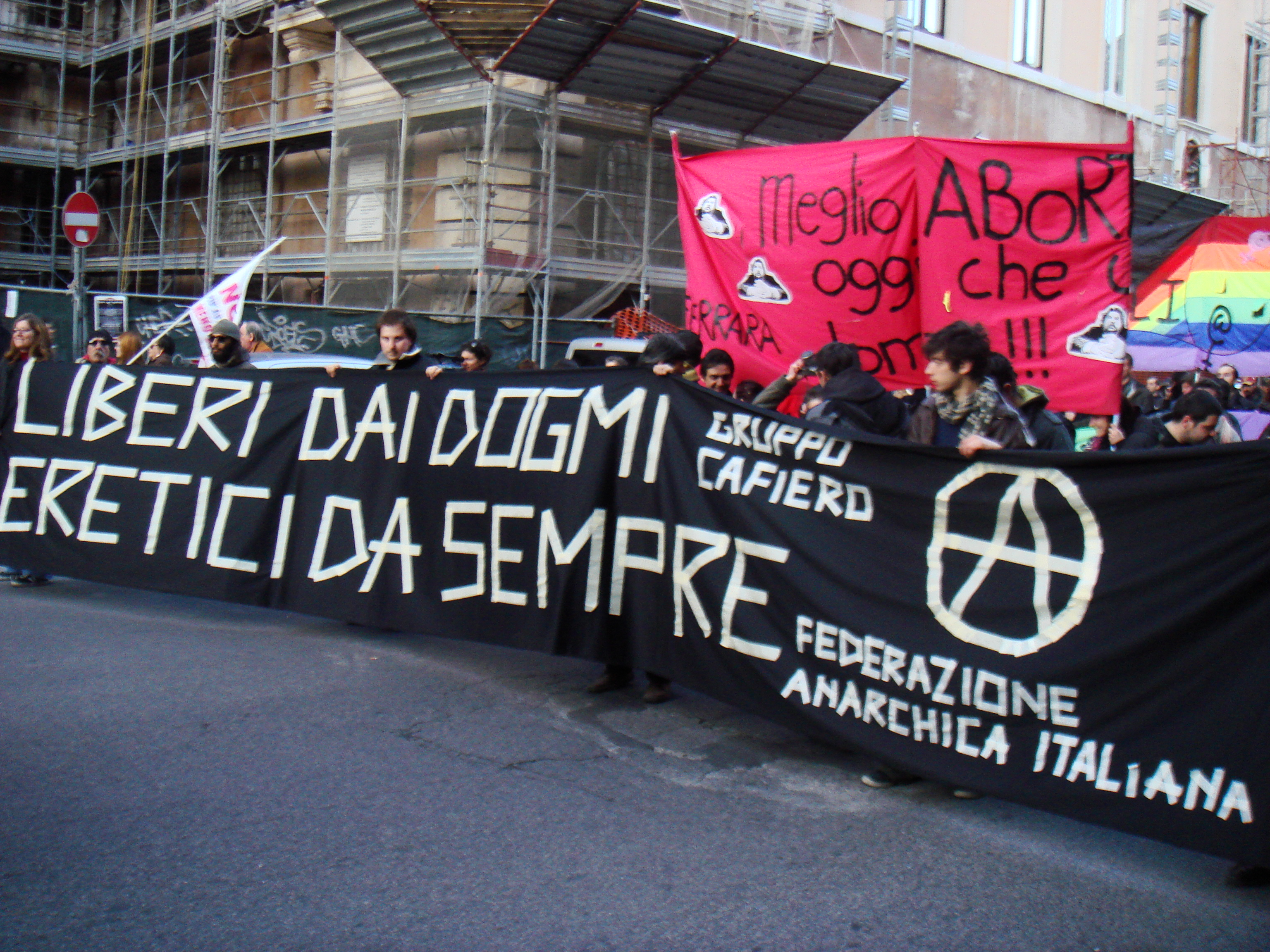
Miembros contemporáneos de la Federazione Anarchica Italiana marchando en Roma durante una manifestación anticlerical.

La Internacional de Federaciones Anarquistas (IAF/IFA) fue fundada en Carrara, Italia en 1968 por la FA francófona, la FAI italiana y la FAI española junto con la Federación Anarquista Búlgara en el exilio. Estas organizaciones estaban inspiradas en principios sintetistas. Hoy en día junto con las antes mencionadas federaciones nacionales, la IAF/IFA también incluye a la Federación Libertaria Argentina, la Federación Anarquista de Bielorrusia, la Federación de Anarquistas de Bulgaria, Federación Anarquista Checo-Eslovaca, la Federación de Anarquistas de habla Alemana en Alemania y Suiza y la Federación Anarquista del Reino Unido e Irlanda.